# 安杰拉·雷纳
（1980年3月28日—），英國工黨政治人物及前護理人員，現任英國副首相兼房屋、社區及地方政府大臣、阿什頓安德萊恩選區的國會議員及工黨副黨魁。她認定自己是一位社会主义者，在工黨內屬於溫和左派的成員。
2014年，她被选中参加阿什頓安德萊恩選區竞选，并在2015年大选中当选。从2016年到2024年，雷纳在杰里米·科尔宾和基尔·斯塔默爵士的领导下担任过多个影子内阁高级职位，并在2020年成功當選副党魁。

## 早年生活與事業
安吉拉·鲍恩生於大曼徹斯特郡斯托克波特，与哥哥和姐姐一起在一个贫民区长大，並曾經形容當時自己有可能会被送去看护机构。她母亲的躁郁症影响了这个家庭；雷纳曾说过：「我小的时候，我们家没有书，因为我母亲不识字。」她的网站描述道，「我大部分时间都是由我的祖母抚养长大的，她做了三份工作来维持生计，直到她去世的那天——她65岁生日的前三天——才停止工作。」
雷纳曾就读于屬公立學校的阿芳代尔中学（Avondale School）。她16岁时怀孕了，並在没有获得任何学历或资格证书的情况下离开了中學。 后来，她在斯托克波特学院兼讀進修，不但接受社会護理培训亦學習起英国手语，最後获得了社会护理方面的国家职业资格（NVQ）二级证书。她曾谈到托尼·布莱尔和戈登·布朗的新工党政府的 "扎实起步 "中心如何帮助她这个几乎没有任何支援的年轻母亲。
後來，韋雅蘭於斯托克波特區議會擔任幾年的護理人員，並獲選為公共服务联盟Unison的工会代表。她及後亦成為該會的西北英格蘭分部召集人，並同時加入工黨。2012年，《卫报》在一篇介绍工会官员工作生活的文章中对雷纳进行了长篇报道。

## 政治生涯
在2015年当选下议院议员后不久，媒体就将她描述为工党内的温和左翼。雷纳主张以英国国民医疗服务系统为蓝本建立英国国民教育服务系统。
在2019年大选工党失利后，雷纳被认为是未來工党领袖的有力候选人之一。然而她卻表示不参加2020年工党领袖选举，轉而支持其公寓合租伙伴丽贝卡·隆-贝利参选党领袖，自己则竞选党副领袖。最终隆-贝利落选党领袖，雷纳当选工党副领袖，之后她被任命为影子首席大臣。雷纳还被任命为工党主席及全國競選總監，但在2021年影子内阁改组中，由于工党在2021年英国地方选举中的表现不佳，她被撤职，随后被任命为影子兰开斯特公爵领地大臣和影子未来工作国务大臣。她在2023年英国影子内阁改组中被任命为影子副首相及影子地方發展大臣。

## 個人生活

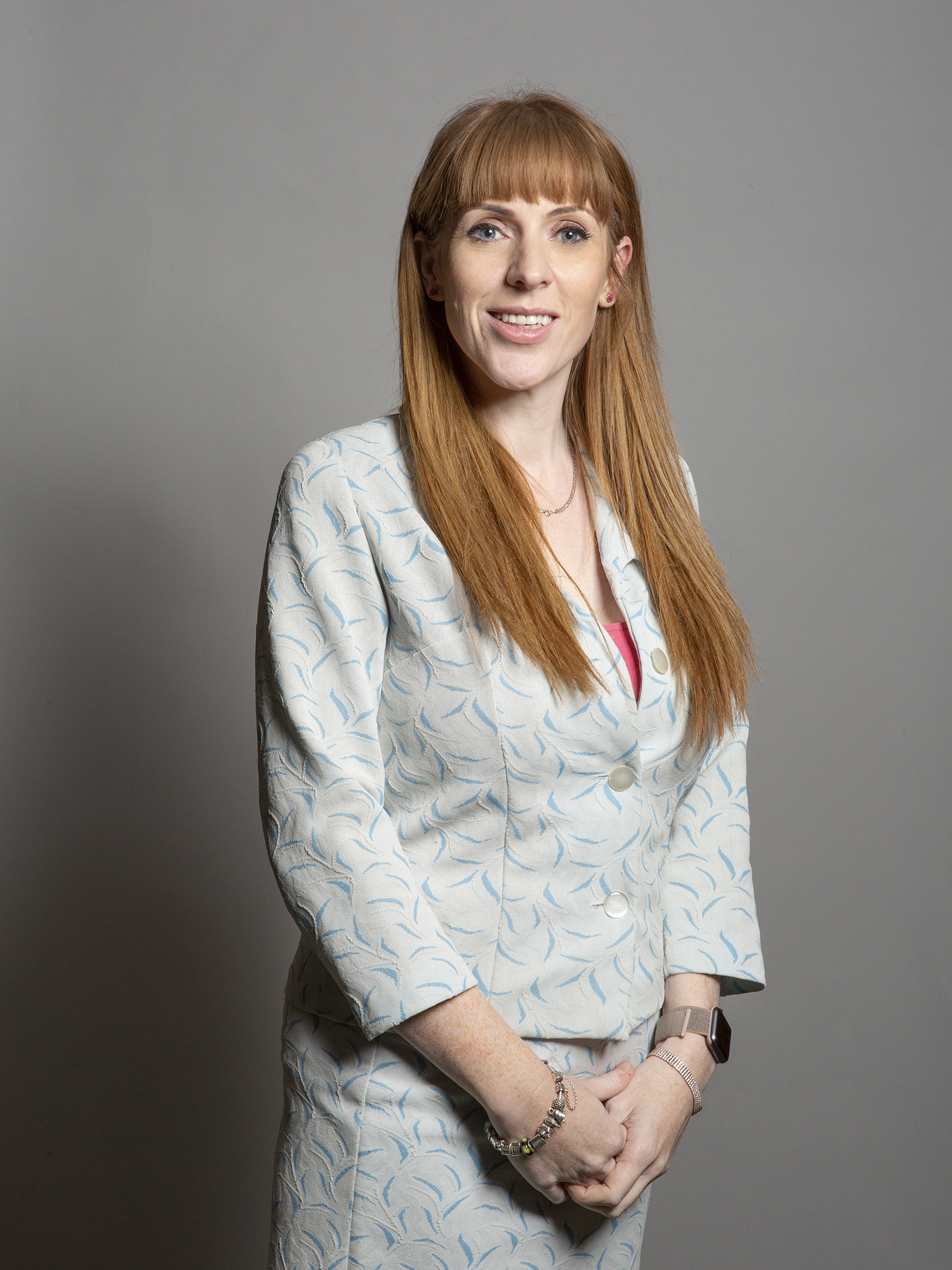
安吉拉·雷納當選議員時的官方肖像

雷纳与家人居住在阿什頓安德萊恩选区。她有三个儿子。
16岁时，她与19岁的男友尼尔·巴蒂（Neil Batty）生下了第一个儿子  瑞恩（Ryan）。在回忆起自己在公营房屋当少女妈妈的经历时，她说瑞恩的出生「实际上拯救了我，因为我有了一个需要照顾的小人儿」。2017年11月，瑞恩的伴侣有了一个女儿，37岁的瑞恩就成为了一名祖母，她给自己起了一个绰号 "Grangela"。
2010年，她与Unison的高層马克·雷纳（Mark Rayner）结婚，育有两个儿子：查理和吉米。雷纳说，她的儿子查理在早产后得到的护理证明了国家医疗服务体系对她的重要性。雷纳和其丈夫于2020年分居。
2022年夏天，记者开始报道雷纳与工党國會議員山姆·塔里的关系，但他们于2023年分手。在2022年的一次采访中，雷纳讲述了自己通过长达一年的训练减重超过6英石（84磅；38公斤）的经历。之后，她在30岁生日那天向银行贷款5600英镑，用于整容手术。